# Linia kolejowa nr 922
Linia kolejowa nr 922 – jednotorowa, niezelektryfikowana linia kolejowa łącząca stację Sokółka ze stacją przeładunkową Bufałowo. Obecnie linia nie figuruje w ewidencji PKP Polskich Linii Kolejowych.
Linia umożliwia przewóz paliwa pociągami normalnotorowymi w stronę Białegostoku z terminala paliw PKN Orlen.